# اردک گونه‌سفید

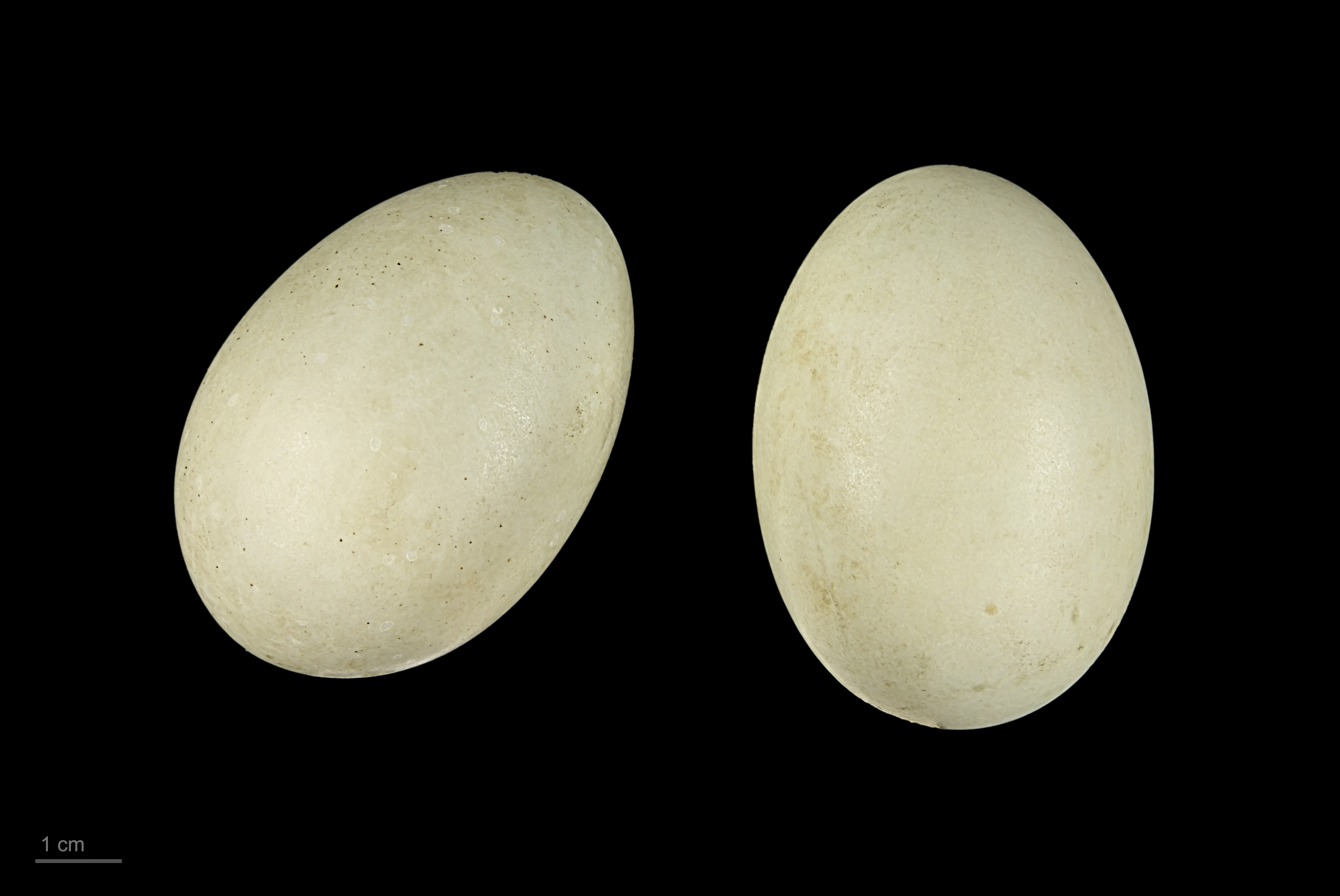
Bucephala clangula

اردک چشم‌طلایی یا اردک گونه‌سفید (نام علمی: Bucephala clangula) پرندهای از تیرهٔ مرغابیان است.

## ویژگی‌ها
نرهای بالغ بین ۴۵ تا ۵۱ سانتی‌متر طول و تقریباً ۱۰۰۰ گرم وزن دارند. در حالی که ماده‌ها دارای بین ۴۰ تا ۵۰ سانتی‌متر طول و وزن تقریباً ۸۰۰ گرم هستند. طول بال‌های چشم‌طلایی معمولی ۷۷–۸۳ سانتی‌متر ست. این گونه به دلیل چشم زرد طلایی خود نام‌گذاری شده‌است. نرهای بالغ دارای سر تیره با براق مایل به سبز و لکه سفید مدور زیر چشم، پشت تیره و گردن و شکم سفید هستند. ماده‌های بالغ دارای سر قهوه‌ای و بدنی عمدتاً خاکستری هستند. پاها و پاهای آن‌ها به رنگ زرد نارنجی است.
دو زیرگونه به‌طور کلی شناخته شده‌است، زیرگونه نمادین اوراسیایی Bucephala clangula clangula و آمریکای شمالی B. c. آمریکایی، آمریکایی نوک بلندتر و ضخیم‌تری نسبت به کلنگولا دارد.